# مارومیتتی
مارومیتتی (به لاتین: Maromitety) یک منطقهٔ مسکونی در ماداگاسکار است که در واواتنینا واقع شده‌است. مارومیتتی ۱۸٬۰۰۰ نفر جمعیت دارد و ۱۷۷ متر بالاتر از سطح دریا واقع شده‌است.